# Distretto di Chepo
Il distretto di Chepo è un distretto di Panama nella provincia di Panama con 46.139 abitanti al censimento 2010

## Geografia antropica

### Suddivisioni amministrative
Il distretto è suddiviso in otto comuni (corregimientos):
- Chepo
- Cañita
- Chepillo
- El Llano
- Las Margaritas
- Madungandí
- Santa Cruz de Chinina
- Tortí